# Solomon Asante
Solomon Asante (Kumasi, 6 marzo 1990) è un calciatore burkinabé naturalizzato ghanese, centrocampista del Texoma.

## Caratteristiche tecniche
Gioca come esterno offensivo di centrocampo o come attaccante esterno.

## Carriera
Nato in Ghana da genitori ghanesi, nel 2011 gioca una partita con la Nazionale burkinabé.
Nel 2012 esordisce con il Ghana, dopo che la federazione ghanese si era accertata tramite la FIFA della sua convocabilità.

## Palmarès

### Club

#### Competizioni nazionali
- 1ère Division: 3

ASFA-Yennenga: 2009, 2010, 2011
- Coppa del Burkina Faso: 1

ASFA-Yennenga: 2009
- Campionato della Repubblica Democratica del Congo: 2

TP Mazembe: 2013, 2014
- Supercoppa della Repubblica Democratica del Congo: 2

TP Mazembe: 2013, 2014
- Commissioner's Cup: 1

Phoenix Rising: 2019

#### Competizioni internazionali
- CAF Champions League: 1

TP Mazembe: 2015
- CAF Super Cup: 1

TP Mazembe: 2011